# Friedrich August Nestler
Friedrich August Nestler (* 11. Mai 1817 in Mittweida bei Schwarzenberg; † Februar 1907 in Freiberg) war Abgeordneter im Sächsischen Landtag.
Nestler war der Sohn des aus Neudorf gebürtigen erbbegüterten Erbrichters wie auch Land- und Frachtfuhrmanns Christian Gottlieb Nestler (1781–1846) in Mittweida und dessen Ehefrau Christiane Dorothea geb. Pöschmann. Das Erbgericht nebst Beigütern übernahm er 1839 von seinem Vater.  Nach Einführung der Sächsischen Landgemeindeordnung von 1838 fungierte er als Gemeindevorsteher und auch als Steuereinnehmer  in Mittweida.
Von 1869 bis 1871 gehörte Nestler als konservativer Abgeordneter des 42. ländlichen Wahlkreises der Zweiten Kammer des Sächsischen Landtages an.
Nestler war seit 1841 mit Karoline Friederike Gläsler (1818–1865) aus Thalheim verheiratet. Nach deren Tod ging er 1867 eine zweite Ehe mit Rosina Voigt, der Witwe des Schwarzenberger Postmeisters Louis Berthold Voigt, ein. Er war ein Neffe des erzgebirgischen Hammerherrn Carl Gotthilf Nestler. Der Erbgerichtsbesitzer Karl Friedrich Wilhelm Heyn in Großpöhla war mit Nestlers Halbschwester Christiane Caroline geborene Böttiger verheiratet.